# 鳥飼茄子
鳥飼茄子（とりかいなす、トリカイナス、鳥飼なす）は、ナス科ナス属の一年草、ナスの品種である。また、その果実のこともいう。なにわ野菜の一種である。

## 発祥
大阪府摂津市鳥飼地区で江戸時代から栽培されている。1836年（天保7年）に作られた「新改正摂津国名所旧跡細見大絵図」にも、「鳥養茄子」の記載がある。
大正から昭和にかけて、市内の栽培農家は60軒前後あったが、他のなすに比べて栽培に多くの水と手間を必要とし、連作ができないなどの理由から、次第に栽培農家が減少していった。
伝統の野菜を守るため、大阪府は2024年（令和6年）に、鳥飼茄子の歴史や特徴、調理法などをまとめた「摂津市特産 なにわの伝統野菜 鳥飼茄子ア・ラ・カルト」を発行した。

## 特徴
果皮は黒紫色で、柔らかい。果肉は緻密で独特の甘みと弾力がある。
丸茄子の一種で、京都の賀茂茄子に似るが、やや下膨れである。大きさはソフトボールくらいにもなる。
夏から秋にかけて旬。